# شژنه
شژنه (به لهستانی:  Szerzyny) یک روستا در لهستان است که در گمینا شژنه واقع شده‌است.